# ریچارد اندرسون
ریچارد اندرسون (انگلیسی: Richard Anderson؛ زادهٔ ۸ اوت ۱۹۲۶ - درگذشتهٔ ۳۱ اوت ۲۰۱۷) هنرپیشه اهل ایالات متحده آمریکا بود. وی از سال ۱۹۴۷ تا سال ۲۰۱۷ میلادی به مدت ۷۰ سال مشغول فعالیت بوده‌است.
او با نام کامل ریچارد نورمن اندرسون در ۸ اوت ۱۹۲۶ در نیوجرزی متولد شد. بعدها به کالیفرنیا نقل مکان کرد و از دوران دبیرستان بازیگری در تئاتر مدارس را شروع کرد.
او دو بار ازدواج کرد و هر دو بار طلاق گرفت. از او سه دختر به جا مانده‌است.
با قدی حدود ۱۹۰ سانتی‌متر، کار بازیگری را در سال ۱۹۴۹ با ایفای نقش یک سرباز مجروح در فیلم رأس ساعت ۱۲ شروع کرد. پس از ایفای نقش در یک مجموعهٔ تلویزیونی دیگر به نام نور، دوربین و اکشن شرکت فیلمسازی ام‌جی‌ام با او قرارداد بست.
ریچارد اندرسون، در نقش اُسکار گُلدمَن، گاه در اپیزودهای هر دو مجموعهٔ تلویزیونی ظاهر می‌شد.
پس از پایان قراردادش با شرکت ام‌جی‌ام در اواخر دههٔ ۱۹۵۰ میلادی، او در محصولات سینمایی شرکت‌های دیگر و فیلم‌هایی نظیر راه‌های افتخار به کارگردانی استنلی کوبریک و ماچو کالاهان بازی کرد. همزمان، در مجموعه‌های تلویزیونی ازجمله مجموعهٔ فراری نیز نقش داشت.
وی بیش از همه برای بازی در دو مجموعهٔ تلویزیونی مرد شش‌میلیون‌دلاری و زن بیونیک در دههٔ ۱۹۷۰ میلادی شهرت پیدا کرد،
ریچارد اندرسون در ۳۱ اوت ۲۰۱۷، تنها ۲۳ روز پس از تولد ۹۱سالگی‌اش، به مرگ طبیعی درگذشت.

## فیلم‌شناسی
از فیلم‌ها یا برنامه‌های تلویزیونی‌ای که وی در آن نقش داشته‌است می‌توان به راه‌های افتخار، مرد شش‌میلیون‌دلاری، زن بیونیک (زن اتمی) و سیارهٔ ممنوعه اشاره کرد.